# 六戸郵便局
六戸郵便局（ろくのへゆうびんきょく）は青森県上北郡六戸町にある郵便局である。民営化前の分類では無集配特定郵便局であった。局番号は84094。

## 概要
住所：〒039-2371 青森県上北郡六戸町犬落瀬千刈田2-15
六戸町内で唯一の郵便局（簡易郵便局を除く）である。かつては、町内の集配業務を担当していたが、民営化に先立っての集配郵便局の再編の際に、当該業務を廃止し三沢郵便局に移管している。

## 沿革
- 1881年（明治14年）9月19日 - 犬落瀬（いぬおとせ）郵便局（五等）として開設[1]。
- 1885年（明治18年）6月30日 - 廃止。
- 1902年（明治35年）11月16日 - 犬落瀬郵便受取所として再設置。
- 1905年（明治38年）4月1日 - 犬落瀬郵便局となる。
- 1947年（昭和22年）2月16日 - 六戸郵便局に改称。
- 1973年（昭和48年）1月31日 - 電話交換業務を十和田電報電話局に移管[2]。
- 2006年（平成18年）10月2日 - 集配事務を三沢郵便局に移管[3]するとともに、ゆうゆう窓口（郵便時間外窓口）を廃止。
- 2007年（平成19年）10月1日 - 民営化。
- 2012年（平成24年）10月1日 - 日本郵便株式会社発足。

## 取扱内容
- 郵便、印紙、ゆうパック、内容証明
- 貯金、為替、振替、振込、国際送金、国債
- 生命保険、バイク自賠責保険
- ゆうちょ銀行ATM

## 周辺
- 六戸町役場
- 六戸町文化ホール（メイプルホール）
- 六戸町総合体育館
- 道の駅ろくのへ
- 奥入瀬川

## アクセス
- 十和田観光電鉄バス 六戸局前停留所下車
- 百石道路 下田百石ICから西へ約8km
- 国道45号 五人役交差点を南に折れて約500m
- 駐車場あり：5台